# Comuna Bălteni, Olt
Bălteni este o comună în județul Olt, Muntenia, România, formată numai din satul de reședință cu același nume.

## Stemă
Descrierea stemei:

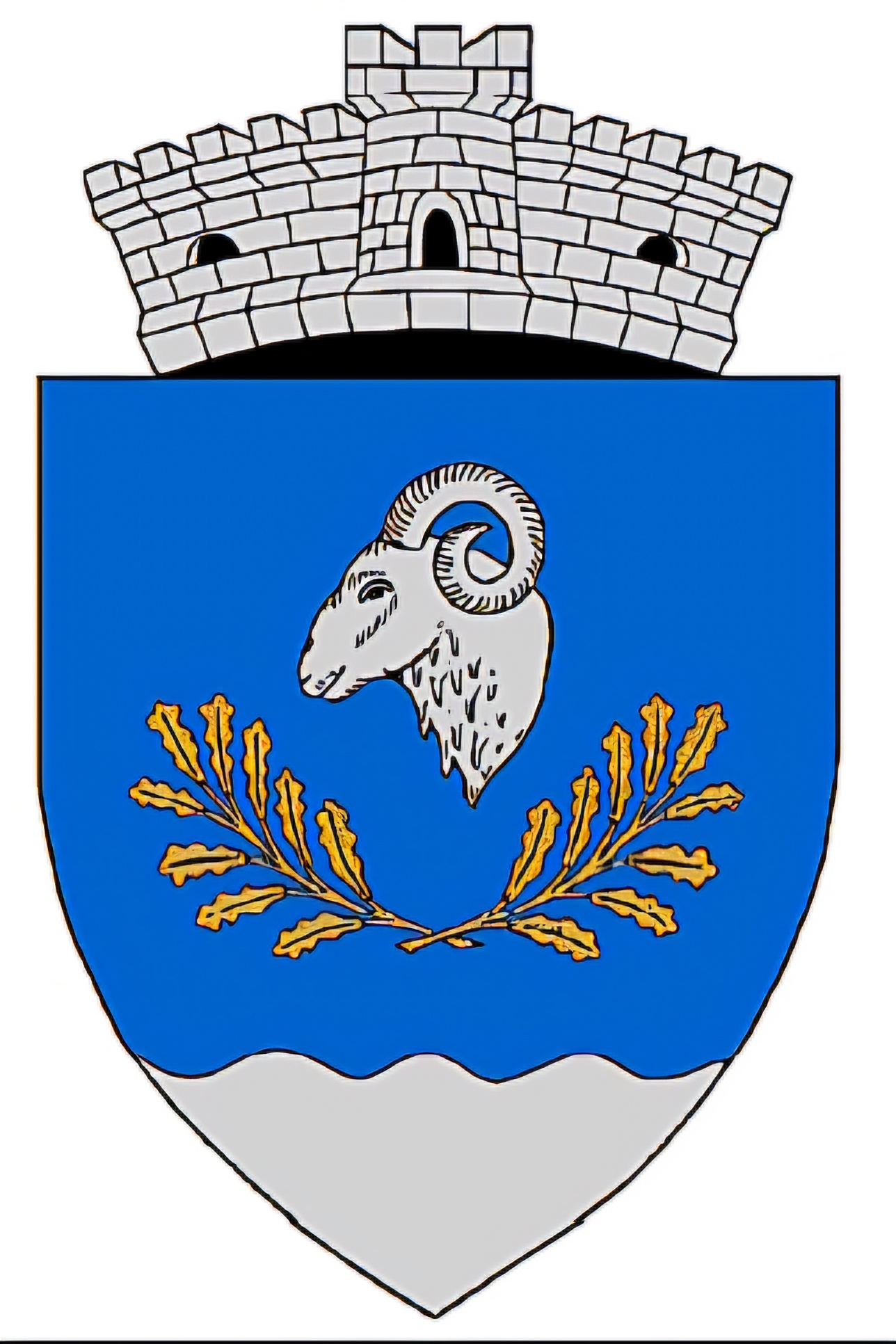
Stema Comunei Bălteni

Potrivit anexei nr. 1.1, stema comunei Bălteni se compune dintr-un scut triunghiular albastru cu marginile rotunjite, cu vârful undat de argint, având deasupra un cap de berbec de argint, sub care se află două ramuri de stejar, de aur, încrucișate în partea de jos.Scutul este timbrat de o coroană murală de argint cu un turn crenelat.
Semnificațiile elementelor însumate:
Vârful undat dă denumirea localității.
Capul de berbec și ramurile de stejar simbolizează creșterea animalelor și bogăția cinegetică a zonei.
Coroana murală cu un turn crenelat de argint semnifică faptul că localitatea are rangul de comună.

## Demografie
Componența etnică a comunei Bălteni
     Români (96,96%)
     Alte etnii (0%)
     Necunoscută (3,04%)
Componența confesională a comunei Bălteni
     Ortodocși (96,64%)
     Alte religii (0,32%)
     Necunoscută (3,04%)
Conform recensământului efectuat în 2021, populația comunei Bălteni se ridică la 1.579 de locuitori, în scădere față de recensământul anterior din 2011, când fuseseră înregistrați 1.694 de locuitori. Majoritatea locuitorilor sunt români (96,96%), iar pentru 3,04% nu se cunoaște apartenența etnică. Din punct de vedere confesional, majoritatea locuitorilor sunt ortodocși (96,64%), iar pentru 3,04% nu se cunoaște apartenența confesională.

## Politică și administrație
Comuna Bălteni este administrată de un primar și un consiliu local compus din 11 consilieri. Primarul, Tudor Mărineață[*], de la Partidul Social Democrat, este în funcție din 2004. Începând cu alegerile locale din 2024, consiliul local are următoarea componență pe partide politice:
|  | Partid                          | Consilieri | Componența Consiliului | Componența Consiliului | Componența Consiliului | Componența Consiliului | Componența Consiliului | Componența Consiliului | Componența Consiliului | Componența Consiliului |
|  | ------------------------------- | ---------- | ---------------------- | ---------------------- | ---------------------- | ---------------------- | ---------------------- | ---------------------- | ---------------------- | ---------------------- |
|  | Partidul Social Democrat        | 8          |                        |                        |                        |                        |                        |                        |                        |                        |
|  | Partidul Național Liberal       | 2          |                        |                        |                        |                        |                        |                        |                        |                        |
|  | Alianța pentru Unirea Românilor | 1          |                        |                        |                        |                        |                        |                        |                        |                        |